# Thalgau
Die Marktgemeinde Thalgau liegt in Österreich im Salzburger Flachgau, der dem politischen Bezirk Salzburg-Umgebung entspricht, an der Landesgrenze zu Oberösterreich und hat 6102 Einwohner (Stand 1. Jänner 2024).

## Geographie
Thalgau liegt im Bundesland Salzburg, 18 Kilometer östlich der Landeshauptstadt und wird auch als „Tor zum Salzkammergut“ bezeichnet. Die Marktgemeinde ist ein zentraler Ort im östlichen Flachgau und war bis 2023 Sitz des nunmehr aufgelösten Gerichtsbezirks Thalgau, der in den Gerichtsbezirk Seekirchen am Wallersee überführt wurde. Die Gemeinde hat ein Ausmaß von 48,2 Quadratkilometer.

### Gemeindegliederung
Das Gemeindegebiet umfasst folgende acht Ortschaften (in Klammern Einwohnerzahl Stand 1. Jänner 2024):
- Egg (411) samt Denggen, Ellmau, Huber, Hundsmarkt und Kienberg
- Enzersberg (659) samt Bärental, Greisberg, Irlach, Schwandt, Seidenfeld, Sinnhub und Wimm
- Leithen (434) samt Mayerhof und Schmiding
- Oberdorf (305) samt Helsenhub, Holzleiten, Mayerhof, Stölling, Wasenegg und Winkl-Klement
- Thalgau (2511)
- Thalgauberg (491) samt Barhammer, Bimwinkl, Brandstatt, Burschach, Finkenschwandt, Frenkenberg, Gimberg, Holzinger, Hörandl, Rauchenschwandt, Scheierl, Stollberg und Zecherl
- Unterdorf (1068) samt Forsthub, Helsenhub, Irlach und Stölling
- Vetterbach (223) samt Fuchsberg-Maiberg, Kreuzinger, Obervetterbach und Untervetterbach

Die Gemeinde besteht aus den Katastralgemeinden Egg, Enzersberg, Thalgau und Thalgauberg.
Die Gemeinde gehört zum Salzburger Regionalverband Osterhorngruppe, zum Tourismusverband Salzkammergut–Ferienregion Fuschlsee und ist seit Jahren Mitglied der EuRegio Salzburg – Berchtesgadener Land – Traunstein.

### Nachbargemeinden
| Henndorf am Wallersee | Neumarkt am Wallersee                       | Tiefgraben (VB) |
| Eugendorf Plainfeld   | Kompassrose, die auf Nachbargemeinden zeigt | St. Lorenz (VB) |
| Hof bei Salzburg      | Fuschl am See                               |                 |

## Geschichte

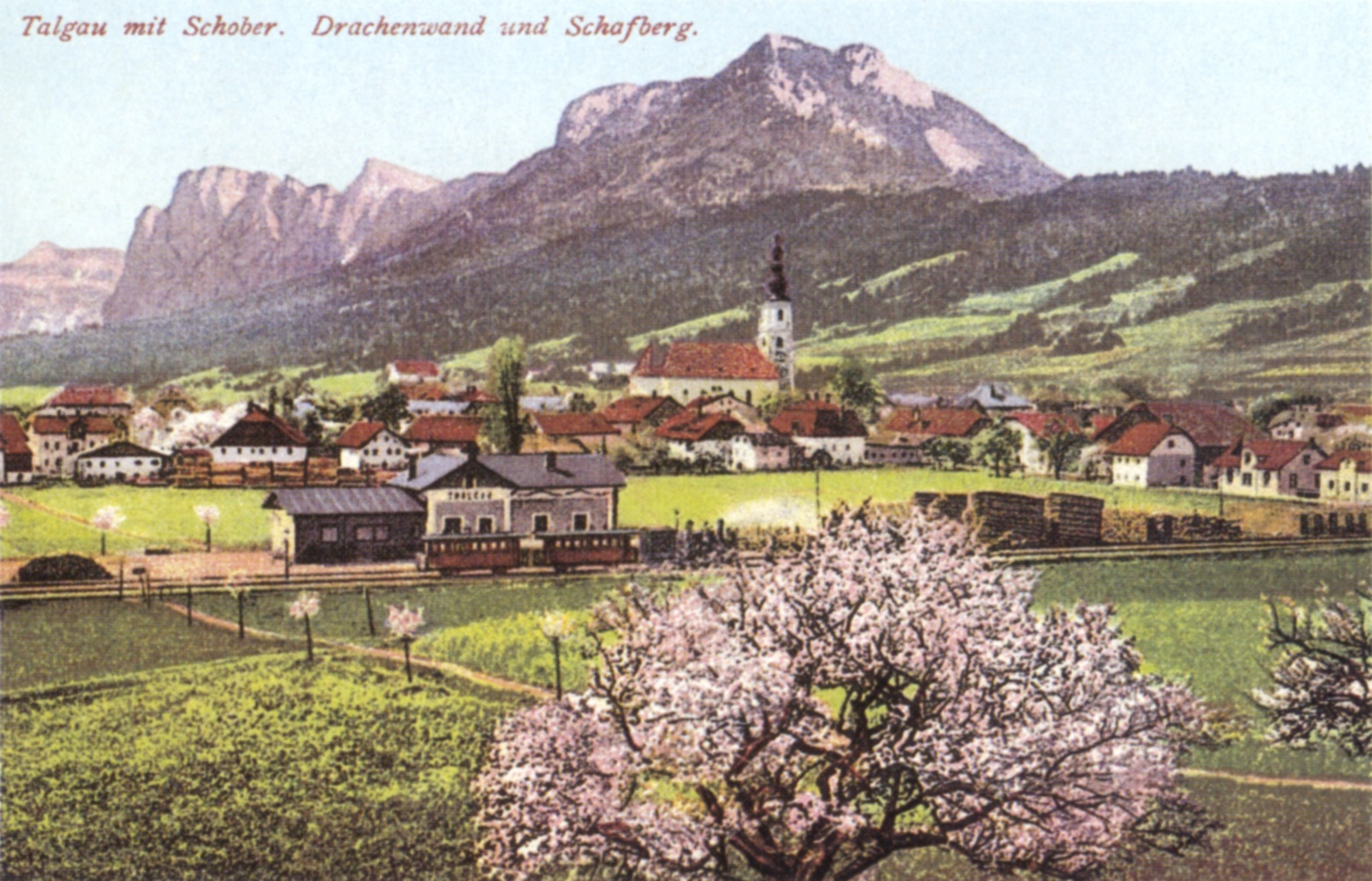
Thalgau ca. 1905, gegen Schober (mit Ruine Wartenfels) und Drachenwand (dazwischen Schafberggipfel), vorn die Salzkammergut-Lokalbahn (Ischlerbahn)

Der Fund von Resten einer römischen Villa im Rahmen von Bauarbeiten im Jahre 1953 weist eine Besiedlung im 2. Jahrhundert nach. Erste urkundliche Erwähnungen des Ortes und der Kirche lassen sich bis in das frühe 8. Jahrhundert verfolgen. Der Name Talgov scheint 788 erstmals im Arnonischen Güterverzeichnis auf. Damals schenkte der bajuwarische Herzog Theudebert dem Hochstift Salzburg das Örtchen. Auch die Pfarrkirche St. Martin, zentraler Mittelpunkt des ganzen Tales, wird schon um 700 mit der Gründung des Ortes erwähnt. Die heutige Pfarrkirche stammt aus dem Jahr 1755.
Von 1547 bis 1552 amtierte der Salzburger Domherr Eberhard von Hirnheim hier als Pfarrer. 1552 wurde er Fürstbischof von Eichstätt; 2012 veranstaltete man in Thalgau zu seinen Ehren ein Gedenkkonzert.

## Politik

### Gemeinderat
| Gemeinderatswahl 2024Wahlbeteiligung: 69,1 % 6050403020100 43,7 % (−9,6 %p)29,7 % (+4,7 %p)18,9 % (+7,8 %p)7,8 % (−2,7 %p) ÖVPTFTFPÖSPÖ20192024 |

Die Gemeindevertretung hat insgesamt 25 Mitglieder.
- Mit den Gemeindevertretungs- und Bürgermeisterwahlen in Salzburg 2004 hatte die Gemeindevertretung folgende Verteilung: 12 ÖVP, 7 TfT – Thalgauer für Thalgau, 5 SPÖ, und 1 FPÖ.
- Mit den Gemeindevertretungs- und Bürgermeisterwahlen in Salzburg 2009 hatte die Gemeindevertretung folgende Verteilung: 16 ÖVP, 5 TfT – Team für Thalgau, 3 SPÖ, und 1 FPÖ.[3]
- Mit den Gemeindevertretungs- und Bürgermeisterwahlen in Salzburg 2014 hatte die Gemeindevertretung folgende Verteilung: 14 ÖVP, 6 TfT – Team für Thalgau, 3 SPÖ, und 2 FPÖ.[4]
- Mit den Gemeindevertretungs- und Bürgermeisterwahlen in Salzburg 2019 hatte die Gemeindevertretung folgende Verteilung: 14 ÖVP, 6 TfT – Team für Thalgau, 3 FPÖ, und 2 SPÖ.[5]
- Mit den Gemeindevertretungs- und Bürgermeisterwahlen in Salzburg 2024 hat die Gemeindevertretung folgende Verteilung: 11 ÖVP, 7 TFT – Team für Thalgau, 5 FPÖ und 2 SPÖ.[6]

### Bürgermeister
- 1963–1992 Hans Schmidinger (ÖVP)[7]
- 1992–2004 Herbert Winkler (ÖVP)[8]
- 2004–2018 Martin Greisberger (ÖVP)[9]
- seit 2018 Johann Grubinger (ÖVP)[10]

### Wappen
Wappenbeschreibung:
„In Gold über aus zwei grünen Berghängen geformtem, weitem Tal ein gelehntes Schildchen, darin in Blau auf grünem Bogenschildfuß ein naturfarbener Steinbock, überhöht von einem silbernen Topfhelm mit blau-goldenem Wulst, darauf ein Pfauenfederfächer aus vier grünen Pfauenfedern zwischen fünf naturfarbenen Stäben, diese mit je einer grünen Pfauenfeder besteckt.“
Für diese Verleihung ist die Tatsache maßgebend, dass dem Orte Thalgau als Hauptorte des gleichnamigen jahrhundertealten Gerichtssprengels ein heraldisches Symbol ziemt. Das gewählte Wappen enthält zunächst eine Anspielung auf den Namen der Gemeinde (Sprechendes Wappen) und weist darüber hinaus (als Schildlein) das Wappen der ehemaligen Gerichtsherren der Herren von Wartenfels auf, wie es sich nach den bisherigen Forschungen darstellt.

### Gemeindepartnerschaften
- Seit den Jahren 1973/1974 besteht mit der Stadt Neu-Anspach aus der Bundesrepublik Deutschland eine Partnerschaft.[12]

## Kultur und Sehenswürdigkeiten

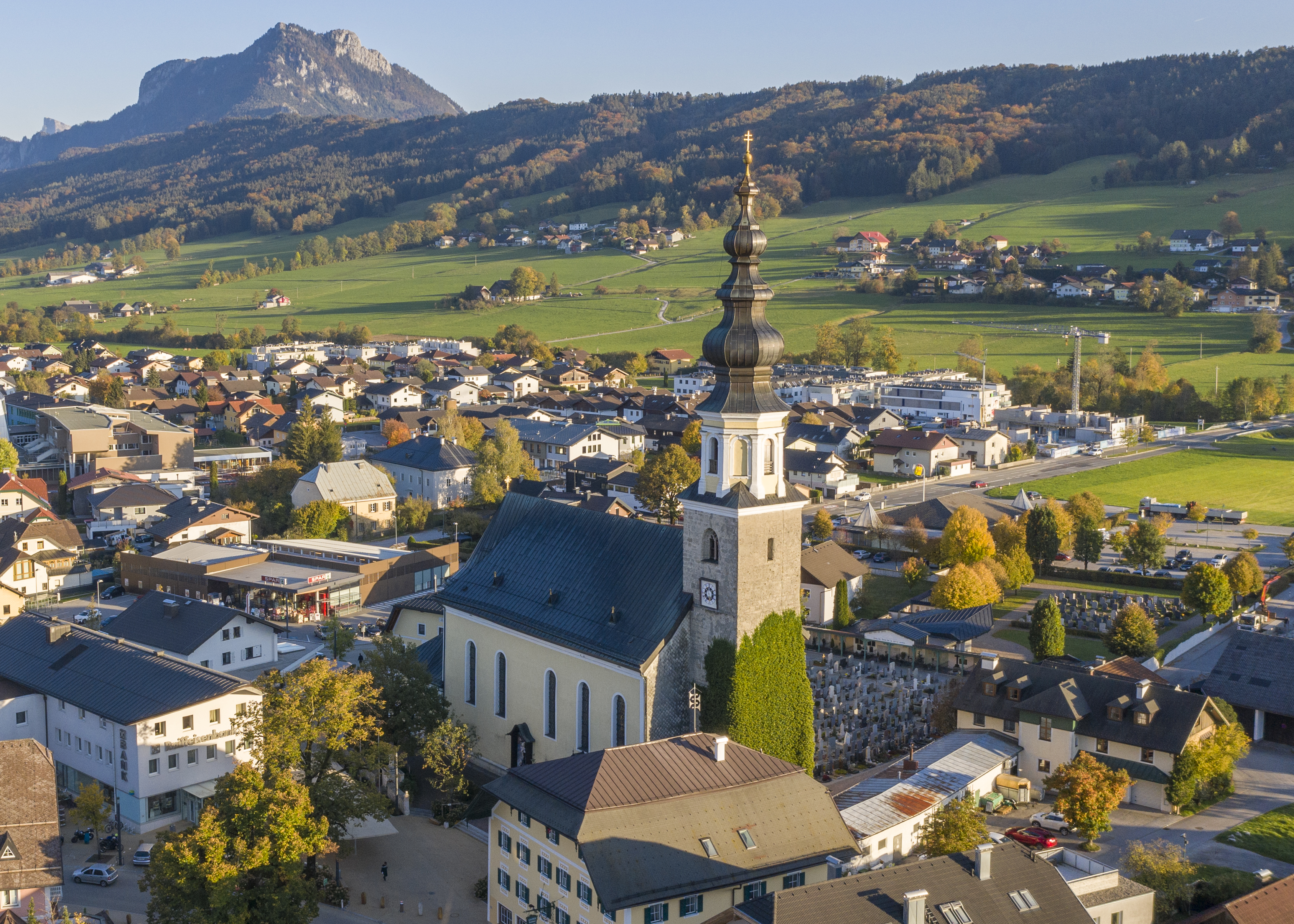
Pfarrkirche Thalgau

- Katholische Pfarrkirche Thalgau hl. Martin
- Ehemaliges Gerichtsgebäude
- Hundsmarktmühle mit Museum[13]
- Ruine Wartenfels
- Dechanthof (Thalgau)
- Freilichtmuseum Thalgauegg
- Schloss Spaur
- Passivhaus oh 123

## Wirtschaft und Infrastruktur

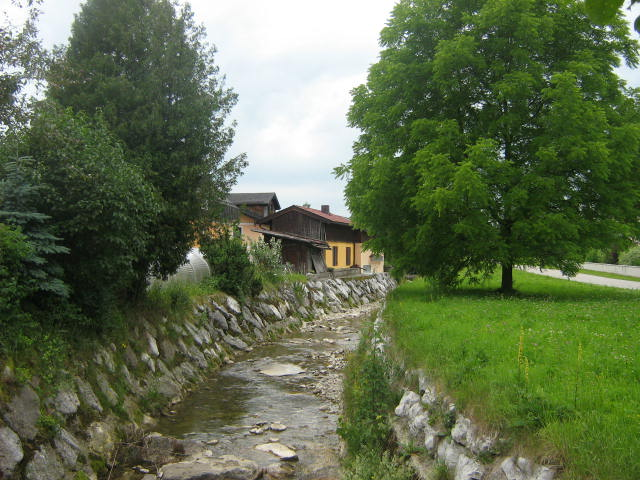
Der Fischbach im Bereich des Ortszentrums von Thalgau

Nicht zuletzt wegen der regionalen Bedeutung – in Thalgau sind überörtliche öffentliche Einrichtungen wie Bezirksgericht, Schulzentrum, Reinhalteverband und Altenheim untergebracht – wurde die Gemeinde im Jahr 1976 von der Salzburger Landesregierung zur Marktgemeinde erklärt. Die Gemeinde ist stark von Landwirtschaft geprägt. In den 2010er Jahren konnten neben den eingesessenen Handels- und Gewerbebetrieben einige größere Gewerbe- und Industriebetriebe neu angesiedelt werden, wodurch sich die Arbeitsplatzsituation für die Bevölkerung verbesserte. Durch die Nähe zur Landeshauptstadt einerseits und den Salzkammergutseen andererseits ist Thalgau auch ein Tourismusort. Wegen des Wanderwegenetzes mit Ausflugszielen und Sport- und Freizeiteinrichtungen entwickelt sich Thalgau zum Naherholungsort.

### Verkehr
Thalgau lag an der alten Ischlerbahn (1893–1957) und hat seit 1943 einen Autobahnanschluss (West Autobahn).

### Kleinwasserkraft
In der Gemeinde gibt es an den drei Bächen (Fischbach, Brunnbach samt Plainfelder Bach und Fuschler Ache) gut 2 Dutzend Kleinkraftwerke. Zwei davon, beide am Brunnbach, werden ab 2022 rückgebaut, weil ein Betreiber eine vorgeschriebene Fischtreppe nicht finanziert und im anderen Fall (ebenfalls) der Hochwasserschutz verbessert wird.

### Sport
Seit 2010 ist Thalgau einziger österreichischer Austragungsort des Weltcups im Fallschirmzielspringen. Rund 10.000 Gäste kamen jedes Jahr zu der Veranstaltung.
Außerdem verfügt die Gemeinde über Sport-Vereine, darunter auch Fußball, Tennis, Langlauf, Sportschützen, Klettern, Kinderturnen.

### Feuerwehr
Die Freiwillige Feuerwehr (FF) Thalgau liegt fast direkt am Ortskern von Thalgau. Die Zuständigkeit erstreckt sich über das gesamte Gemeindegebiet von Thalgau mit allen Ortsteilen sowie über die Nahegelegene Autobahn A1 zw. Thalgau und Eugendorf bzw. zwischen Thalgau und Mondsee (OÖ). Besonderer Augenmerk wird auch auf das Gewerbegebiet mit zahlreichen Betrieben gelegt. Darüber hinaus gibt es noch einen abgesetzten Löschzug im Ortsteil Unterdorf. Ausgestattet ist der Löschzug mit einem Tanklösch- und einem Löschfahrzeug aus den Jahren 2003 und 2006. Der Löschzug Unterdorf ist auch von taktischer Bedeutung, da er näher am Gewerbegebiet Enzersberg und der Autobahnauffahrt liegt.

## Persönlichkeiten

### Ehrenbürger
- Bernhard Iglhauser (1951–2022)[15]

### Söhne und Töchter der Gemeinde
- Karl von Moll (1760–1838), Naturwissenschaftler und Regierungspräsident des Herzogtums Salzburg
- Adrian Gaertner (1876–1945), Geologe, Mineraloge, Physiker und Bergbauunternehmer sowie Gegner des Nationalsozialismus
- Daniel Etter (1876–1955), Geistlicher und Politiker (CSP)
- Johann Schroffner (1891–1940), Priester, Opfer des Nationalsozialismus
- Franz Pichler (* 1936), Systemtheoretiker und Mathematiker
- Friedrich Wiedermann (* 1951), FPÖ-Politiker
- Matthäus Schmidlechner (* 1976), Opernsänger

### Mit der Gemeinde verbundene Persönlichkeiten
- Martin Grubinger (* 1983), Schlagzeuger
- Hans Schmidinger (1926–2010), Politiker (ÖVP)
- Hellmuth Stieff (1901–1944), Offizier und Widerstandskämpfer